# Genetica personalizzata
La genetica personalizzata è il termine con cui si delinea una nuova branca della genetica combinata con la medicina, la genomica e la diagnostica molecolare. 
La genetica personalizzata rappresenta l'applicazione delle conoscenze derivanti dal sequenziamento del genoma umano (Human Genome Project e HapMap Project) alla propria salute e al proprio benessere. Fin dalla fine degli anni novanta l'avvio di ricerche con l'utilizzo delle biobanche ha consentito progressi in biologia molecolare, proteomica, analisi metabolomica, test genetici e medicina molecolare.
Il genoma di un individuo viene analizzato per la presenza di specifiche variazioni dei singoli nucleotidi (SNP) al fine di ricavare informazioni riguardo alla propria predisposizione a varie patologie genetiche multifattoriali o a tratti fisici, attitudini caratteriali o psicologiche. L'approccio tecnologico per l'analisi genetica varia a seconda dei casi: tramite real-time PCR o genotipizzazione di variazioni di singoli nucleotidi utilizzando metodiche di analisi su larga scala, come il microarray o ancora tramite sequenziamento totale o parziale (vedi 454 Life Sciences, Roche-Nimblegen, Applied Biosystems, Illumina-Solexa) ed è seguita da una interpretazione bioinformatica e statistica dei dati ottenuti.
Inoltre, la specifica combinazione di sequenza del DNA di ciascun individuo, lo rende più o meno suscettibile al trattamento con particolari farmaci (si veda Warfarina): di conseguenza, la genetica personalizzata (o genomica personalizzata) punta a definire le subpopolazioni che meglio reagiscono ad un particolare principio attivo al fine di creare farmaci "su misura" per meglio incontrare le diverse esigenze dei pazienti (farmacogenomica).
Questo tipo di approccio genetico su larga scala deriva dalla più classica disciplina della genetica di popolazione.
Una delle principali conseguenze dell'avvento della genetica personalizzata è la medicina personalizzata, dove i singoli individui possono richiedere un'analisi genetica informativa per conoscere le proprie predisposizioni a patologie genetiche multifattoriali, o le proprie attitudini personali (fisiche o caratteriali) o ancora la propria suscettibilità ai farmaci. Questi nuovi approcci sono molto promettenti ma al momento sono ancora dibattuti in quanto ancora poco regolamentati dalla comunità scientifica internazionale.